# Romeo e Giulietta (Čajkovskij)
Romeo e Giulietta è un'ouverture fantastica per orchestra composta da Pëtr Il'ič Čajkovskij tratta dall'omonimo dramma di William Shakespeare.

## Caratteristiche
Come altri compositori, da Berlioz a Prokof'ev, Čajkovskij venne profondamente ispirato da Shakespeare e scrisse opere basate su suoi soggetti, come ad esempio su La tempesta e Amleto. A differenza di altre composizioni più celebri di Čajkovskij, Romeo e Giulietta non ha un numero d'opera. 
Anche se scritta come ouverture fantastica, il disegno complessivo è quello di un poema sinfonico in forma sonata con una introduzione e un epilogo.
Il lavoro si basa su tre temi principali della storia di Shakespeare. Il primo tema, in fa diesis minore è suggerito da Mily Balakirev essere l'introduzione che rappresenta Frate Lorenzo. Si può qui ravvisare il ricordo dell'ortodossia russa, ma anche un presagio di sventura. C'è poi un tema che significa il primo incontro della coppia e la scena dal balcone di Giulietta, conosciuto come il "tema d'amore". Il tema finale svolge un dolce omaggio agli amanti, ed è stato scritto due giorni dopo la prima dell'ouverture.

## Nella cultura di massa
Il tema d'amore dell'overture è stata utilizzata in molti film e serie televisivi come Il cantante di jazz (1927), I tre moschettieri (1948),  A Christmas Story - Una storia di Natale (1983), La sposa cadavere (2005), Colombo, Kim Possible, Animaniacs, Freakazoid, Mignolo e Prof., Road Rovers, Tazmania, I favolosi Tiny, Scrubs - Medici ai primi ferri, South Park, SpongeBob SquarePants e molti altri.
Differenti varianti del tema d'amore sono state inoltre utilizzate nel videogioco The Sims e la si può udire quando due Sims effettuano con successo l'azione "Bacia". La "potenza" del tema dipende da quanto i Sim sono compatibili o a che livello è la loro relazione amorosa quando effettuano l'interazione.